# Protomedeia penates
Protomedeia penates är en kräftdjursart som beskrevs av J. L. Barnard 1966. Protomedeia penates ingår i släktet Protomedeia och familjen Isaeidae. Inga underarter finns listade i Catalogue of Life.